# Nils Alexanderson
Nils Erik Alexanderson, född 15 april 1875 i Sankt Olof i Sigtuna, död 21 april 1960 i Stockholm, var en svensk professor i processrätt, justitieråd och riksdagsledamot. Han var sonson till Adolf Alexanderson, dotterson till Claës Günther, svåger till Johan von Bahr, far till Erik Alexanderson samt morfar till Rebecka Tarschys, Hedvig Hedqvist och Daniel Tarschys.
Efter mogenhetsexamen vid Nya elementarskolan i Stockholm 1891 blev Alexanderson samma år student vid Uppsala universitet, där han blev juris utriusque kandidat i maj 1898 och juris utriusque licentiat i maj 1904 samt disputerade samma månad och promoverades till juris utriusque doktor 31 maj samma år. Höstterminen 1904 gjorde han med stöd av allmänna medel en studieresa till Berlin, Leipzig och Halle för studium av tysk processrätt samt undervisningen i detta ämne. 
Från 1898 gjorde Alexanderson tingsmeritering och blev i juni 1904 docent i civil- och processrätt vid Uppsala universitet i maj 1907 docent i processrätt vid Stockholms högskola. Efter att ha förestått professuren i processrätt vid samma högskola tillträdde han som professor där i samma ämne 14 maj 1908 och satt på lärostolen till och med 1922. Alexanderson deltog i revisionen av tryckfrihetsförordningen 1909–1912. Åren 1922–1944 var han justitieråd.
Alexanderson var riksdagsledamot i första kammaren för Uppsala läns valkrets 1912–1921 och tillhörde Liberala samlingspartiet. Han var en inflytelserik riksdagsledamot och bland annat medlem av lagutskottet, hemliga utskottet 1917 och särskilda utskottet 1918, då man behandlade författningsfrågan. Bland det han utgav i skrift kan nämnas memoarboken Juristprofiler (1948) och Svensk tryckfrihet (1950).